# Katarzyna Baran
Katarzyna Baran (8 dicembre 1979) è una pentatleta polacca.

## Palmarès
In carriera ha conseguito i seguenti risultati:
- Mondiali:

Millfield 2001: argento nel pentathlon moderno a squadre.